# La verbena de la Paloma (película de 1935)
La verbena de la Paloma es una película española dirigida por Benito Perojo que se convierte en la segunda adaptación, la primera sonora, de la zarzuela del mismo nombre inspirada en las celebraciones de la fiestas de la Paloma. La película tiene una duración de 95 minutos, pero solo se han recuperado 72' de los mismos. Se estrenó el 23 de diciembre de 1935 en el Palacio de la Música de Madrid.

## Producción
Benito Perojo no quería realizar una obra de teatro, sino una cinematográfica. Para ello contó con un presupuesto de un millón de pesetas para llevarlo a cabo. Contrató como decorador al italiano Fernando Mignoni, quien construyó una calle de 500 metros de largo por la que hizo circular un tranvía tirado por caballos, y como operador al alemán Fred Mandel. La película fue rodada en blanco y negro, a excepción de una escena de la aristocracia que lo hizo en Technicolor, pero dicha escena en la actualidad se ha perdido.

## Cartel
La realización del cartel de la película le fue encomendada a Rafael Raga. En esta obra toma como influencia la obra de Josep Renau, aunque le da un toque más comercial y colorista.

## Recepción
La película se convirtió en uno de los grandes éxitos en taquilla del cine español durante la Segunda República Española. Un crítico de la revista Fotogramas comentó en 2008 sobre la película que se trata de una «atractiva adaptación de la zarzuela que se ve limitada por su casticismo trasnochado que en ocasiones consigue ser paliado por su sólida reconstrucción y sus buenas interpretaciones».